# Língua de sinais quebequense
A língua de sinais quebequense (em Portugal: língua gestual quebequiana; nome original: langue des signes québécoise; LSQ) é uma língua de sinais usada pela comunidade surda no Quebeque. A maioria dos seus utilizadores estão concentrados no Quebeque, embora alguns estejam disseminados em cidades grandes, no resto do país.
A LSQ está intimamente ligada à língua de sinais americana (LSA) e à língua de sinais francesa (LSF). Devido à segregação de género na educação dos surdos, homens e mulheres surdos usam diferentes formas de LSQ: a forma feminina é influenciada pela LSA, enquanto a forma masculina é mais influenciada pela LSF. Embora nas partes anglófonas do Quebeque seja usada a LSA, não é usual as crianças surdas aprenderem tanto a LSA como a LSQ.
Embora aproximadamente 10% da população do Quebeque seja surda ou sofra de algum tipo de carência de audição, estima-se que apenas 50.000 a 60.000 crianças usem a LSQ como sua língua materna.